# Công quốc Sachsen
Công quốc Saxonia (tiếng Latinh: Ducatus Saxoniae), hay Công quốc Sachsen (tiếng Đức: Herzogtum Sachsen), ban đầu là lãnh thổ cư trú của Người Saxon từ Sơ kỳ Trung Cổ, khi họ bị Charlemagne chinh phục trong các cuộc Chiến tranh Sachsen từ năm 772 và được hợp nhất vào Đế chế Carolingian (Francia) vào năm 804. Theo Hiệp ước Verdun năm 843, Sachsen là một trong năm công quốc gốc Đức ở Đông Francia. Công tước Henry của Sachsen được bầu làm vua Đức vào năm 919.
Sau khi Heinrich Sư Tử của Nhà Welf bị phế truất vào năm 1180, tước hiệu công tước rơi vào tay Nhà Ascania, trong khi nhiều lãnh thổ tách khỏi Sachsen, chẳng hạn như Thân vương quốc Anhalt vào năm 1218 và Công quốc Brunswick-Lüneburg của Nhà Welf vào năm 1235. Trong năm 1296, các vùng đất còn lại được chia cho các công tước của nhà Ascania như Sachsen-Lauenburg và Sachsen-Wittenberg, sau này nhận được danh hiệu Tuyển hầu xứ Sachsen bởi Sắc chỉ Vàng năm 1356.

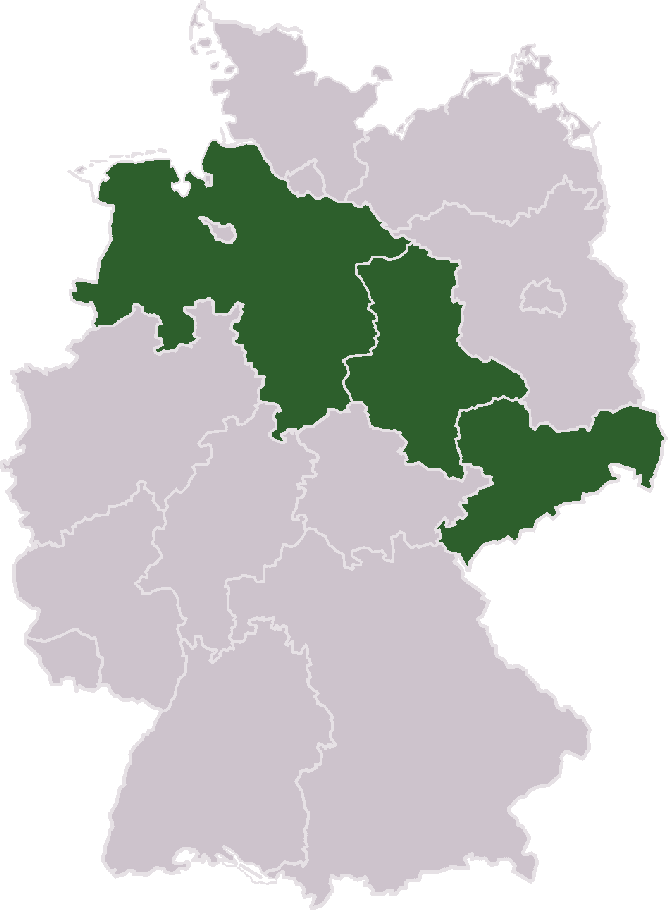
Bản đồ hiển thị vị trí của ba bang, Niedersachsen ở phía tây bắc, Sachsen-Anhalt ở trung tâm và Bang Sachsen Tự do ở phía đông nam, bên trong nước Đức ngày nay

Công quốc Saxon khởi thủy có lãnh thổ rộng lớn, bao phủ phần lớn miền Bắc nước Đức ngày nay, gồm các bang hiện đại của Đức như Niedersachsen, Sachsen-Anhalt, Bremen, Hamburg, ngoài ra còn gồm vùng Westfalen của bang Nordrhein-Westfalen và vùng Holstein của bang Schleswig-Holstein. Vào cuối thế kỷ XII, Công tước Henry Sư Tử cũng chiếm đóng khu vực lân cận của Mecklenburg (thuộc Hầu quốc Billung trước đây).
Người Saxon là một trong những nhóm văn hoá có ảnh hưởng mạnh lên lịch sử nước Đức, điều này chứng minh qua tên gọi của nó đã gắn liền với hàng loạt các lãnh thổ ngày nay ở Đức như Sachsen Cổ (Altsachsen) gần cửa Sông Elbe. Tỉnh Sachsen thuộc Phổ (thuộc Sachsen-Anhalt ngày nay) đến Thượng Sachsen, Tuyển hầu quốc và Vương quốc Sachsen từ năm 1806 tương ứng với Bang Sachsen Tự do của Đức, mặc dù nó không phải là một phần của công quốc thời Trung cổ.